# 2005 في إسبانيا
فيما يلي قوائم الأحداث التي وقعت خلال عام 2005 في إسبانيا.

## سياسة

### تعيين في المنصب
- 18 يوليو – مانويل فراغا عضو برلمان منطقة غاليسيا  [لغات أخرى]‏.
- 2 أغسطس – اميليو بيريز رئيس حكومة إقليم غاليسيا [الإنجليزية]‏.

### انتهاء فترة المنصب
- 26 أبريل – مانويل فراغا عضو برلمان منطقة غاليسيا  [لغات أخرى]‏،رئيس حكومة إقليم غاليسيا [الإنجليزية]‏.

## رياضة
- 1 يناير – بطولة العالم لسباق الدراجات على الطريق 2005
- 1 يناير – جائزة كتالونيا الكبرى للدراجات النارية 2005

## أفلام
من الأفلام التي صدرت هذه السنة في إسبانيا:
- 1 يناير – المباركون بالنار من إخراج تريستان باوير.
- 1 يناير – تورنيت 3: إل بروتكتور من إخراج سانتياجو سيجورا.

## برامج ومسلسلات وأنمي
- قلب المدينة
- هوسبيتال سنترال

## مواليد

### يناير
- 1 يناير – دافني كين ممثلة بريطانية.

### أكتوبر
- 31 أكتوبر – ليونور أميرة إسبانيا[1]

## وفيات

### مايو
- 23 مايو – سيغفريد غراسيا (مواليد 1932) لاعب كرة قدم إسباني.[2]